# Estadio Luis Amílcar Moreno
Het Estadio Luis Amílcar Moreno is een multifunctioneel stadion in San Francisco Gotera, een stad in El Salvador. 
Het stadion wordt vooral gebruikt voor voetbalwedstrijden, de voetbalclub CD Vista Hermosa maakt gebruik van dit stadion. In het stadion is plaats voor 4.000 toeschouwers.